# 719612 Hoshizaki
719612 Hoshizaki este o planetă minoră (asteroid) din centura de asteroizi. A fost descoperită pe 27 octombrie 2019 la  de . 
Obiectul prezintă o orbită caracterizată de o semiaxă mare de 2,685414928123 UAi, o excentricitate de 0,093267642368337, o înclinație de 5,7589936439443 ° în raport cu ecliptica.